# 佐賀市立勧興小学校
佐賀市立勧興小学校（さがしりつ かんこうしょうがっこう）は、佐賀県佐賀市成章町にある市立の小学校。

## 概要
歴史
佐賀藩校の弘道館の流れを汲み、1874年（明治7年）に「勧興小学校」として創立。現校名になったのは1947年（昭和22年）。2024年（令和6年）に創立150周年を迎えた。
校名「勧興」の由来
前身である弘道館の蒙養舎では、教科書の1つとして経書（五経）の『礼記』が使われていた。校名はその「王制篇」第5章612頁にある「勧功興学」から採られている。
なお、当校出身で政治家の佐藤尚武が著した「勧功興学」の書が当校に所蔵されている。
校訓・校是・教育目標
勧興魂「勉強はベストをつくし、運動はくたくたになるまで」
校章
2羽の鳥が背中合わせになっている絵を背景にして、中央に校名の頭文字である「勧」の文字を配している。
校歌
作詞は原田種良、作曲は陶山聡による。歌詞は3番まであり、各番の歌詞中に校名の「勧興」が登場する。
通学区域
佐賀市のうち、「中央本町、中の小路、松原一～二丁目、天神一丁目、天神二丁目（1番28～53号・2番・3番21～32号・4番1～6号・4番26～41号・5番を除く）、成章町、唐人一～二丁目、駅南本町、愛敬町（4番29～47号を除く）、八幡小路、白山一～二丁目、多布施一～二丁目、大財一丁目（5番25～33号・6番22～60号・7～8番を除く）、大財三丁目（1番12～23号・11番5～25号）、呉服元町（2番1～12号・2番23～24号・3～5番・11番1～11号）、駅前中央一丁目（1番1～11号）」。中学校区は佐賀市立成章中学校。
シンボル
校舎玄関前にあるソテツは、もと北堀端の校舎の玄関前にあったもので、1913年（大正2年）の校舎移転とともに移設されたものである。樹齢およそ200年と推定され、弘道館時代からあったとされている。
特別支援教育
特別支援（知的･情緒・病弱）教育を行っている。現在は、つぼみ・わかば・みどりの名称である。

## 沿革
前史（藩校）
- 1781年（天明元年） - 8代藩主 鍋島治茂が松原小路に「弘道館」を設立。
- 1840年（天保11年） - 10代藩主 鍋島直正が北堀端に移転拡充し、「蒙養舎」を設立。15歳以下の藩士の子弟を教育。
- 1872年（明治5年） - 明治新政府の学制改革により一旦廃校。

正史
- 1874年（明治7年）7月 - 「勧興小学校」として再興。
- 1886年（明治19年）- 小学校令施行により、「高等科併置 尋常勧興小学校」（尋常科4年・高等科4年）に改称。
- 1892年（明治25年）4月 - 「勧興尋常高等小学校」に改称。
- 1899年（明治32年）4月 - 高等科を廃止の上、「勧興尋常小学校」に改称。尋常科を修了した児童は佐賀高等小学校・佐賀女子高等小学校へ通学することとなる。
- 1908年（明治41年）4月 - 改正小学校令により、尋常科（義務教育）が4年制から6年制に改められる。尋常科5年を新設。赤松尋常小学校新設のため学区を変更。
- 1909年（明治42年）4月 - 尋常科6年を新設。
- 1913年（大正2年）12月 - 現在地に新校舎が完成。
- 1914年（大正3年）1月 - 新校舎に移転完了。
- 1937年（昭和12年）- 運動場東側に葉隠の碑を建立。
- 1941年（昭和16年）4月1日 - 国民学校令の施行により、「佐賀市 勧興国民学校」に改称。尋常科を初等科に改める（初等科6年制）。
- 1947年（昭和22年）
  - 4月1日 - 学制改革（六・三制の実施）により、国民学校初等科が、新制小学校「佐賀市立勧興小学校」（現校名）に改組・改称。
  - 6月 - 火災により、校舎の大部分を焼失。
- 1948年（昭和23年）- PTAが発足。
- 1950年（昭和25年）- 給食室が完成。
- 1951年（昭和26年）- 講堂兼屋内体操場が完成。
- 1952年（昭和27年）- 復興記念式を挙行。
- 1958年（昭和33年）- プールが完成。
- 1966年（昭和41年）- 体育館兼講堂を新築。
- 1972年（昭和42年）- 特殊学級（言語）を開設。
- 1974年（昭和49年）- 創立100周年記念式典を挙行。校旗を制定。
- 1977年（昭和52年）- 新校舎（北西棟 普通教室14）が完成。
- 1978年（昭和53年）- 新校舎（北東棟・南管理特別棟）が完成。
- 1982年（昭和57年）- EC諸国より25名が教育視察のため来校。
- 1984年（昭和59年）- 創立110周年を記念して「懐古堂」を開館。
- 1987年（昭和62年）- 知新堂を開設。第1回勧興まつりを開催。
- 1988年（昭和63年）- ランチルームを開設。
- 1989年（平成元年）- 佐賀市制100年を記念してタイムカプセルを埋める（開封予定は30年後の2019年）。
- 1990年（平成2年）- 姉妹都市グレンズフォールズ市（アメリカ合衆国）関係者が第4回勧興まつりに来校。
- 1994年（平成6年）- 新体育館が完成。
- 1996年（平成8年）- 給食食器を陶器に改める。
- 1998年（平成10年）- 自動車図書館ブーカス号が初めて来校（2005年（平成17年）まで）。
- 1999年（平成11年）- スクールアドバイザーによる教育相談を開始。
- 2000年（平成12年）- 情報教育アドバイザーによる指導を開始。
- 2002年（平成14年）- 地域と共同で勧興まつりを開催。佐賀市学校版環境ISOに認定される。
- 2003年（平成15年）- スクールカウンセラーによる教育相談を開始。
- 2004年（平成16年）- 地域と共同で勧興ふれあい大運動会を開催。
- 2011年（平成23年）- 相撲場を解体。
- 2016年（平成28年）
  - 2月 - 北校舎耐震工事・大規模改修工事のため、プレハブ校舎に移転。
  - 9月 - 北校舎工事が完了。
  - この年 - 管理棟の耐震工事・大規模改修工事に着手。
- 2017年（平成29年）6月 - 管理棟工事が完了。
- 2019年（令和元年）10月 - 佐賀市制100年記念の際に埋めたタイムカプセルを開封。

## 交通
最寄りの鉄道駅
- JR九州 長崎本線・唐津線 「佐賀駅」

最寄りのバス停留所
- 佐賀市営バス・昭和バス・祐徳バス「白山」停留所
- 佐賀市営バス 佐大・女子短大線 「成章中学校西」停留所

最寄りの幹線道路
- 国道264号
- 佐賀県道29号佐賀停車場線

## 周辺
- 佐賀市立成章中学校
- 佐賀県社会福祉協議会
- 佐賀市立勧興公民館・佐賀市青少年センター
- 佐賀天神郵便局

## 著名な関係者

### 出身者
- 西久保弘道
- 佐藤尚武（政治家、外務大臣、参議院議長）[4]
- 山口亮一（洋画家）[5]
- 岩田和親（政治家）

### 教職員
- 千住虎吉 - 弘道館出身で当校初代校長に就任、17年間在職した[6]。